# 그롤레아 안텔리옵시스
그롤레아 안텔리옵시스(Grollea antheliopsis)는 망울이끼목에 속하는 우산이끼류의 일종이다. 그롤레아과(Grolleaceae)와 그롤레아속(Grollea)의 유일종이다.